# Лисовчицы
Лисовчицы (бел. Лісоўчыцы) — деревня в Каменецком районе Брестской области Белоруссии. Входит в состав Войского сельсовета. Население — 46 человек (2019).

## География
Лисовчицы находятся в 15 км к северо-западу от города Каменец и в 17 км к северо-востоку от города Высокое. Местность принадлежит бассейну Вислы, севернее деревни находится обширная сеть мелиоративных каналов со стоком в реку Лесная. Местная дорога соединяет деревню с центром сельсовета, агрогородком Войская.

## История
Известна из письменных источников с конца XVI века, была шляхетским владением в составе Берестейского повета Берестейского воеводства Великого княжества Литовского.
После третьего раздела Речи Посполитой (1795) Лисовчицы в составе Российской империи, принадлежали Брестскому уезду Гродненской губернии.
В XIX веке на средства владельцев деревни из рода Суфчинских была построена деревянная церковь св. Иоанна Крестителя. В 1885 году в селе было 30 дворов, 289 жителей. По переписи 1897 года 48 дворов, 287 жителей, школа, магазин, две ветряные мельницы, две кузницы, корчма, кирпичный завод.
Согласно Рижскому мирному договору (1921) деревня вошла в состав межвоенной Польши, где принадлежала Брестскому повету Полесского воеводства. С 1939 года в составе БССР.

## Достопримечательности
- Деревянная церковь св. Иоанна Крестителя. Построена в XIX веке, ныне пребывает в руинированном состоянии.
- Два курганных могильника. Один расположен в 1,6 км к юго-востоку от деревни, другой — в 1 км к югу от деревни. Датируются XI веком, принадлежали восточным славянам[4].
- Могила колхозных активистов, расстрелянных немецкими захватчиками. В 1975 установлен обелиск.

Могильники и монумент активистам колхоза включены в Государственный список историко-культурных ценностей Республики Беларусь.